# Wassenberger Prädikanten

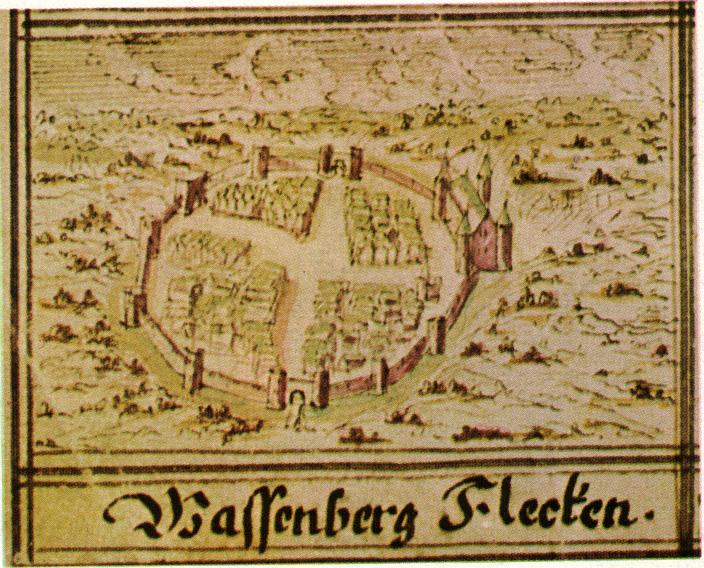
Wassenberg im 17. Jahrhundert

Als Wassenberger Prädikanten wird eine Gruppe von Predigern bezeichnet, die während der Reformation im Maasland zwischen dem Hochstift Lüttich und dem Herzogtum Kleve die neue Lehre predigten, wegen der zunehmenden Verfolgung in das vorerst sichere Wassenberg und Umgebung fliehen mussten und später in das Täuferreich von Münster zogen, wo sie sich für die Gläubigentaufe aussprachen. Dort hatten sie einen maßgeblichen Einfluss. Ein Großteil der Wassenberger Prädikanten erlitt in den Jahren nach 1534 den Märtyrertod.

## Der Begriff Prädikant

Das heutige Wassenberg im Kreis Heinsberg

Im deutschen Sprachraum und besonders in den lutherischen Kirchen bedeutet das Wort Prädikant „Laienprediger“. Es handelte sich in diesem Fall aber bis auf eine Ausnahme um Theologen, die bereits Seelsorger tätig waren, überwiegend vor ihrem Übergang zur Reformation für die Römisch-katholische Kirche. Wassenberg liegt im sprachlichen und politischen Grenzgebiet der Provinz Limburg (Niederlande) und Deutschland. Noch Anfang des 15. Jahrhunderts gehörte Wassenberg zu den Burgundischen Niederlanden. Es handelt sich hier um die niederländische Bedeutung des Wortes, nämlich um professionelle evangelische Seelsorger und nicht um Laienprediger.

## Vorgeschichte: Aufstieg der Reformation auch im Maasland

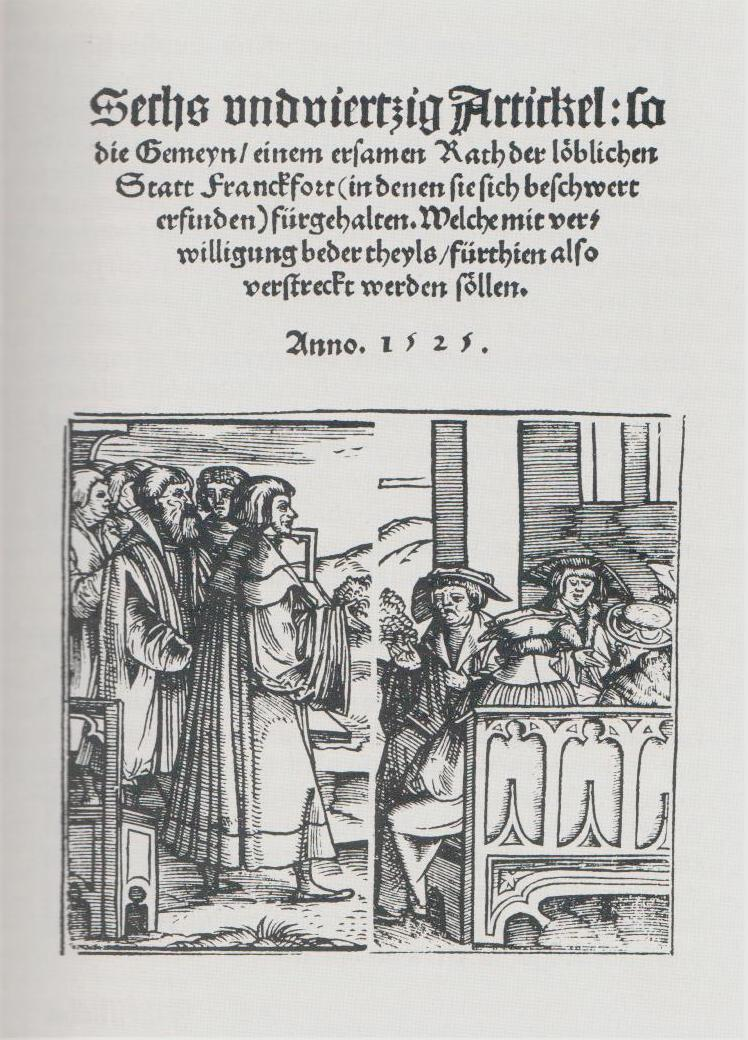
Titelseite der 46 Artikel des Frankfurter Zunftaufstandes 1525

In den zwanziger Jahren des 16. Jahrhunderts erreichte die erste Welle der Reformation das Maasland. Schon 1503 nennt ein Theologe einen der Gründe, warum die Reformation auch bei den Menschen im Maasland gut ankam: „Aus langer Weile bei ihrem Amte verfallen sie anstatt auf Bücher aufs Spiel, Schwelgen und unzüchtiges Leben, ohne sich aus der allgemeinen Verachtung etwas zu machen. Das Evangelium nennt den Weg zum Himmel enge, sie aber machen ihn breit und lustig.“    Etwa zur gleichen Zeit, um 1525, wütete in Kastilien in den Jahren 1520–1521 der Comuneros-Aufstand (Aufstand der freien Städte), im südlichen Deutschland der Deutsche Bauernkrieg und der Frankfurter Zunftaufstand. 1533 oder 1534 sollte Gerhard Westerburg in Münster vom Prädikanten Heinrich Roll aus der Gruppe der Wassenberger getauft werden. Dieser Westerburg war der wahrscheinliche Autor einer Liste von 46 Artikeln, die der Stadtrat von Frankfurt am 22. April 1525 gezwungen wurde zu verabschieden, eines der frühesten revolutionären Dokumente mit Forderungen auf dem Gebiet von Menschenrechten, Sozialpolitik und Religionsfreiheit. Diese Revolten waren sowohl sozial als auch religiös motiviert und auch im Maasland bekannt. Für das gemeine Volk waren sie eine Quelle der Hoffnung, für den Hochadel ein Grund zur Sorge. Denn einige der Prediger entwickelten neue Ideen nicht nur über die Religion, sondern auch über die Missstände in der Kirche und der Gesellschaft. Infolge dieser Europaweit wirkenden soziale und wirtschaftliche Faktoren der Reformation wurde besonders die Verfolgung dem radikalen Flügel der Reformation stark intensiviert. Dazu gehörten die Täufer, die Antitrinitarier (Unitarier) und Spiritualisten („Schwärmer“).

### Theologische Entwicklung der Prädikanten im Maasland
Die ersten Prediger, die die neuen Ideen im Maasland und ab 1517 auch im Jülich reformatorisches Gedankengut propagierten, wurden von verschiedenen theologischen Strömungen beeinflusst: Lutheraner, Sakramentariern, Zwinglianern, Antitrinitariern und Spiritualisten. Sie machten zudem individuell eine stürmische Entwicklung durch. Es ist daher schwierig festzustellen, zu welcher Zeit sie welcher Richtung angehörten. Dies spielte für die Behörden meist sowieso keine Rolle, es wurde kaum zwischen den verschiedenen reformatorischen Strömungen unterschieden; sie alle wurden der Einfachheit halber alle Lutheraner oder später Wiedertäufer genannt.  Der Mehrheit der Bevölkerung wurde der Unterschiede erst ein halbes Jahrhundert später klar. Die gleiche Verwirrung herrschte im Hochstift Lüttich. 
Ein maßgeblicher Vertreter der neuen Ideen war der Antitrinitaner Johann Campanus. Schon 1521 hielt er sich auf Einladung des Wassenberger Drosten Werner IV. von Palant auf dessen Burg auf. Nach seinem Studium in Wittenberg kam er zunehmend im Widerspruch zur lutherischen Richtung der Reformation. Anfang der 1520er Jahre beriefen sich auch die anderen Prediger im Maasland zunächst vor allem auf Luther, übernahmen dann aber, unter dem Einfluss von Heinrich Roll, zunehmend Ansichten von Huldrych Zwingli. Unter dem Einfluss der Sakramentarier verteilten sie das Abendmahl in beiden Formen und verneinten jedwede gnadenbringende Wirkung. Von Roll erschien dazu das Büchlein De Slotel van dat Secret des Nachtmaels (Der Schlüssel zum Mysterium des Abendmahls). Die Taufe stand noch nicht zentral. Roll und Campanus waren ursprünglich nicht vollständig täuferisch, sondern sie schlossen sich nach und nach dieser Richtung an.  Dies gilt auch für die anderen Prädikanten, die in den 1530er Jahren nach Wassenberg flüchten sollten. Aber auch danach ist die Vielfalt theologischer Einflüsse noch zu erkennen, wie aus vielen Vernehmungsprotokollen von „Wiedertäufern“ hervorgeht, vor allem in Maastricht. Einstimmigkeit herrschte nur in einigen sehr zentralen Punkten, wie über die Taufe und der zunehmenden Ablehnung derer, die sie nicht für wahre Christen hielten. Die katholische Kirche, aber genauso auch die lutherische und die calvinistische Kirche wurden als Gräuel angesehen und sie sahen sich als die ersten wahren Christen seit der Zeit des Urchristentums, die die wahre Kirche wiederherstellen mussten.  Der erste im Maasland, der diese Idee der Wiederherstellung der Apostelkirche und den dafür verwendeten Begriff Restitution zum Ausdruck brachte, war nach Rembert Johann Campanus. Diese Idee stand im Mittelpunkt des gesamten sogenannten „radikalen“ Flügels der Reformation. Campanus schrieb 1531: „Die wahre Kirche hat seit 1400 Jahren nicht existiert. Aber jetzt ist die Zeit der Restitution gekommen.“    Sie lehnten eine zentrale kirchliche Autorität ab. Campanus nannte Luther den Papst von Sachsen.  Sie hatten also auch kein theologisches Zentrum, wie Wittenberg mit Martin Luther oder Genf mit Johannes Calvin, und somit auch keines für eine einheitliche Lehre. Darüber hinaus glaub(t)en die Täufer, dass auch Laien als Prediger auftreten und taufen können. Der Schweizer Konrad Grebel (1498–1526), ein Laie, tat dies als erster und wurde deshalb als Taufvater bezeichnet. Tatsächlich wurde damit der Unterschied zwischen Laien und Geistlichen aufgehoben.  Auch die Sakramentarier und Anti-Trinitarier hatten keine zentrale Führung und es ist unmöglich, diese Richtungen scharf zu unterscheiden.

### Die Maasländischen Anabaptisten und die Obrigkeit

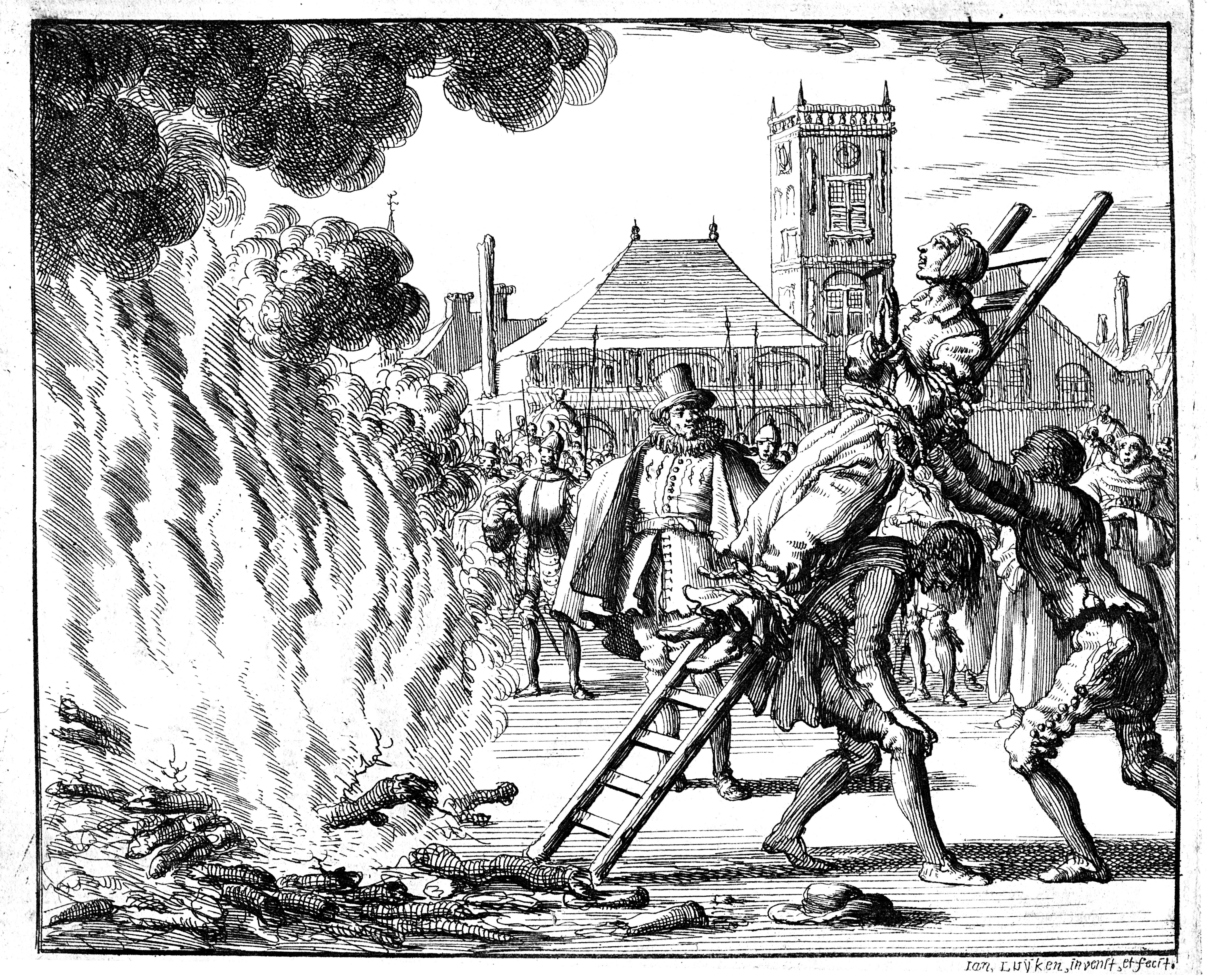
Verbrennung der Täuferin Anneken Hendriks im Oktober 1571

Auch aus diesem Grund spielte die Einstellung zur Obrigkeit eine immer wichtigere Rolle. Zum Beispiel wussten die Behörden der vereinigten Herzogtümer Jülich-Kleve-Berg schon zum Zeitpunkt der Kirchenvisitation 1533, welche Frage sie bei der Prüfung einer möglichen Täufersympathie stellen mussten: Ob denn die Obrigkeit abgelehnt würde.  Die Täufer hinterfragten offen das Recht der Obrigkeit, in Gewissensfragen zu entscheiden, und sie ernannten auch eigene Friedensrichter. Inspiriert von den Waldensern plädierten sie für die Abschaffung von Zinsen und Zehnten, sie weigerten sich, Eide abzulegen und Militärdienst zu leisten, und viele befürworteten auch die Gütergemeinschaft (in verschiedenen Formen), wie sie ihrer Ansicht nach bei den Aposteln vorherrschend war.  Die Gütergemeinschaft und die Abneigung gegen die „Obrigkeit der Heiden“ standen aber im Widerspruch zu den Lehren des Laienpredigers und Propheten der Täuferbewegung, Melchior Hofmann 

## Zunehmende Verfolgung der Täuferbewegung

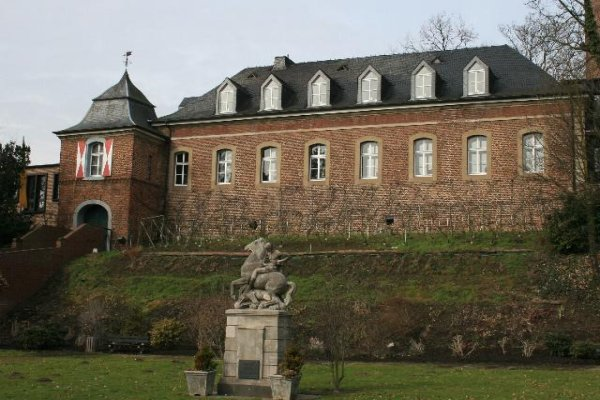
Schloss von Wassenberg, gebaut ca. 1420

Aufgrund ihrer Abneigung nicht nur gegen die alte Kirche, sondern auch gegen die anderen Reformatoren und vor allem gegen die Obrigkeit wurden die Täufer zunehmend auch im Maasland verfolgt.
Als Ursache für ihre wachsende Verzweiflung und Wut schreibt der Historiker Friedrich Nippold, dass die „grässliche Verfolgung“, der „die zu Verbrechern gestempelten Schwärmer seit einer Reihe von Jahren ausgesetzt gewesen, aus den Schwärmern schliesslich notwendig Verbrecher machen musste“.  Und weiter: „Die Menschen waren noch nicht mit der grausamsten Strafe, mit der schlimmsten Folter zufrieden, sondern forderten noch härtere Maßnahmen.“ Schon bis zum Jahre 1530 wurden in Deutschland mehr als 2000 „Wiedertäufer“ hingerichtet 
Dr. Ludwig Keller, zu seiner Zeit Staatsarchivar in Münster, schrieb dazu: „Es lag in der Natur der Verhältnisse und wird durch gleichzeitige Berichte von gegnerischer Seite bestätigt, dass die unerhörten Grausamkeiten, welche die regierenden Gesellschaftsklassen gegen die armen verführten Menschen sich hatten zu Schulden kommen lassen, den leidenschaftlichen Wunsch nach Rache in den zurückgebliebenen erweckt hatten.“  Gemeint sind wohl die Hinterbliebenen.
Seit Mitte der 1520er Jahre hatte die Verfolgung im gesamten Maasland zugenommen. So auch in Maastricht, dem wirtschaftlichen und kulturellen Zentrum des Maaslandes nördlich von Lüttich. Die Entwicklungen in Maastricht und rund um Wassenberg können nicht separat betrachtet werden. Wahrscheinlich waren die Maastrichter Zünfte, und besonders die der Schmiede, so allgemein zum täuferischen Glauben und verwandten Richtungen übergetreten, dass sie auf ihren Versammlungen frei über Glaubensfragen sprechen konnten. Es kamen Täuferflüchtlinge aus den umliegenden Gebieten, auch aus dem Herzogtum Jülich.  Aber auch in Maastricht wurde die Verfolgung immer stärker. Am 9. Dezember 1528 wurde ein Buchhändler namens Adriaan verhört. Ihm wurde vorgeworfen, ketzerische Bücher verkauft zu haben, wie zum Beispiel Übersetzungen des Alten und Neuen Testamentes (!). Er wurde gezwungen, die Namen seiner Kunden preiszugeben. Damit begann dort die massive Verfolgung. 

## Zuflucht in Wassenberg und Umgebung
So mussten viele Prediger aus dem Maasland fliehen, und zwar nach Wassenberg und Umgebung. Denn da fanden sie Zuflucht bei Werner von Palant und in einigen benachbarten Herrschaften. Es strömten auch ihre Anhänger in großer Zahl aus dem ganzen Maasland herbei, um weiterhin ihren Prädikanten zuhören und das Abendmahl nach ihren eigenen Vorstellungen feiern zu können.  Die Protokolle der Vernehmungen der zahlreichen Häftlinge in Maastricht und der Kirchenvisitation von 1533 in den vereinigten Herzogtümern Jülich-Kleef-Berg zeigen, wie stark die Verbindung zwischen Maastricht und der Umgebung von Wassenberg war, wie auch den wachsenden Einfluss dieser Wassenberger Prädikanten, die den Schutz durch vier lokale Herren genossen. 

### Die Asylgebenden
Joseph Badius, Sohn des Reformators Johannes Badius (1577–1590, lutherischer Seelsorger in Köln) schrieb im Jahr 1641: „Die evangelische Religion hat dieses Orts (Wassenberg) ihren Anfang genommen über 100 Jahre, da das Land von Wassenberg (wie es der Zeit geheissen worden) versatzt gewesen an den Drossarten Palandt, ein Herr von Bredenbendt. Derselb hatte eine von Batenberg zur Hausfrauen gehabt, hatte seine Residenz allhie zu Wassenberg genommen“.  Gemeint ist Werner IV. von Palant und Breitenbend, der es als Humanist für seine Pflicht hielt, Andersdenkende zu schützen. Er war einer von vielen Vertretern des niederen Adels, die zum Teil aus politischen, aber sicherlich auch aus prinzipiellen Gründen mit der Reformation sympathisierten. zu Beginn des Niederländischen Aufstandes sollte aus dieser Adelsschicht der Eidverbund der Adligen, von dem der Verwandte Floris von Palant (1539–1598) einer der Anführer war. Auch die Familien seiner Frau und der anderen adligen Beschützer der Prädikanten würden mit dem Eidverbund sympathisieren und sollten zum Calvinismus übertreten. Seine Frau war Johanna van Bronckhorst-Batenburg, eine Schwester von Herman van Bronckhorst-Batenburg, Herr zu Stein (Niederlande) an der Maas, dessen vier älteste Söhne auf Seiten der aufständischen Niederlande starben in den Anfangsjahren des Achtzigjährigen Krieges (1568–1648).
Innerhalb des „Amtes“ Wassenberg, nämlich in Ratheim oder Rothem, gehörten auch Johann von Olmissen, Mülstroe genannt, und danach sein Sohn Heinrich in Haus Hall zu den Beschützern der verfolgten Prädikanten. Sie waren Vasallen des Wassenberger Drosts. Die gesamte Familie Olmissen war für ihre täuferische Gesinnung bekannt.  Ab Ende 1531 hatte er Johann Gielis van Rothem, einen ehemaligen Priester – Kaplan in Höngen (Selfkant) – als Hausgeistlichen. Nach dem Täuferaufstand in Münster versteckte sich auch Johann Campanus fast zwanzig Jahre bei ihm. Dafür wurde er vom Herzog mit einer hohen Geldstrafe belegt.   

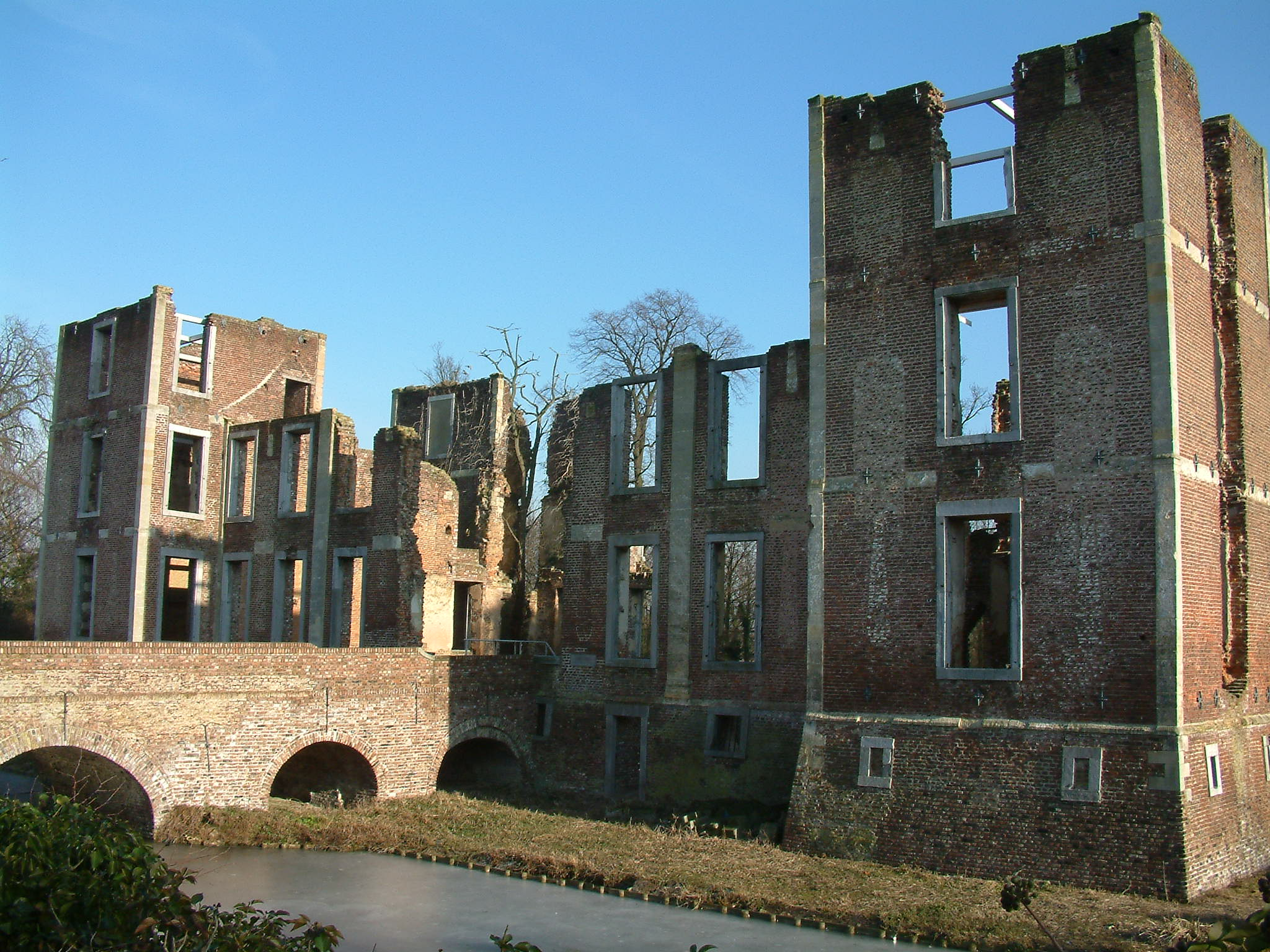
Schloss Born, mehrfach abgebrannt und abgerissen

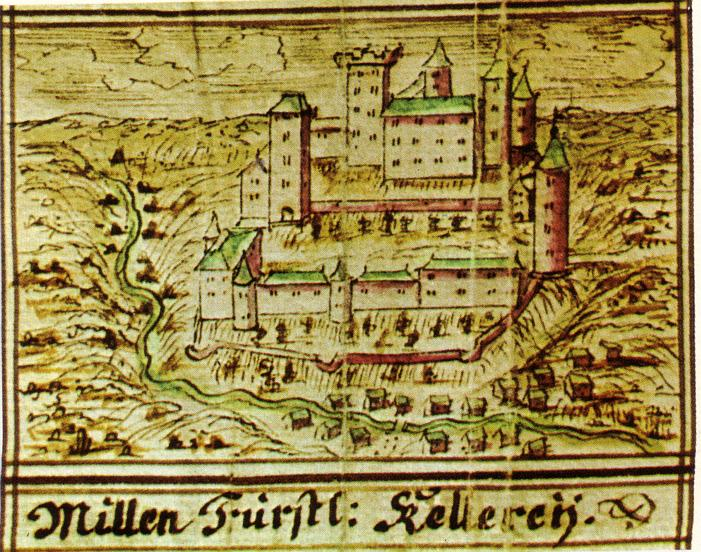
Burg Millen auf einer Darstellung im Codex Welser

Ähnliches geschah in einigen anderen Herrschaften in der Westspitze des Herzogtums Jülich: in Born (Drost: Willem van Rennenberg) und Millen (Drost: Goddart van Hanxler), insbesondere im oben erwähnten Höngen.  In Susteren, das auch zu Jülich gehörte, ging die Initiative von einigen Bürgern aus. Sie luden Dionysius Vinne ein, sich bei ihnen niederzulassen, weil ihr Pfarrer in Niel im Herzogtum Brabant lebte und ihr Kaplan sie nicht zufriedenstellte. 

### Einige weitere Asylsuchenden
Der erste war Johannes Campanus, der lange vor den anderen ankam und 1527 wieder abreiste, um in Wittenberg zu studieren. Er sollte danach wiederkommen. Weitere Prediger kamen 1528 nach Wassenberg, darunter der andere bedeutendste dieser Prädikanten, Heinrich Roll, sowie Gottfried Stralen und Johann Klopreis. Weitere sollten folgen.

### Theologische Entwicklung in der Wassenberger Periode
Von Beginn ihrer Wassenberger Periode an konzentrierte sich die Diskussion vor allem auf die beiden Sakramente, die innerhalb der Reformation noch anerkannt wurden: Abendmahl und Taufe. Sie entwickelten sich zusammen mit ihren Beschützern zunehmend in Richtung der Täuferbewegung. Sie befürworteten nicht nur das Abendmahl in zweierlei Gestalt, sondern auch die Gläubigentaufe, etwas ungenau auch Erwachsenentaufe genannt. Auch Heinrich Roll landete nach und nach in diesem Lager, wenn auch letztlich anders als Campanus.  Eine der radikalsten Ablehnungen des alten Glaubens, aber auch der Ansichten Luthers und Calvins, kam von Heinrich Slachtscaep, der in der Wassenberger Periode in Susteren über das Abendmahl sagte, „dass das Sakrament nur ein Kuckuck ist“ (Siehe die Vernehmungsprotokolle von Wesel). Es ist nicht klar, inwiefern diese täuferische Haltung von den anderen schon geteilt wurde. Sie hielten sich damit noch zurück. Rembert zufolge, weil die Gläubigen der alten Kirche den Rücken gekehrt hatten, aber noch Bildung brauchten.  Jedenfalls würde diese Zurückhaltung nach ihrer Ankunft in Münster verschwinden, sie gewannen sofort großen Einfluss und veröffentlichten gemeinsam.
Übrigens wurde der Begriff „Anabaptisten“ oder „Wiedertäufer“ von Gegnern dieser Bewegung innerhalb der Reformation, wie Zwingli, geprägt. In Wirklichkeit war die Täuferbewegung nicht dafür, mehr als einmal zu taufen, sondern sie lehnte (und lehnt) die Kindertaufe als ungültig ab.  In den Worten des Mennoniten Thonis von Hastenrath: Es ging um „die gerade dauff unnd neit weerthauff.“  Aber jetzt benutzen sie diesen Begriff auch selbst, zum Beispiel in dem Namen „Global Anabaptist Mennonite Encyclopedia“. Die Ablehnung des Begriffs Wiedertäufer unter den meisten Historikern entspricht der im 20. Jh. einsetzenden (quellen-)kritischen Haltung gegenüber der Propaganda ihrer Gegner und Sieger. 

### Die herzogliche Kirchenvisitation und das Ende der Wassenberger Periode
Wassenberg unterstand dem Herzogtum Jülich. In den vereinigten Herzogtümern Jülich-Kleve-Berg wurde zwischen 1521 und 1567 eine eigene kirchliche Reformpolitik durchgeführt. Begonnen wurde dies unter Herzog Johann III. der Vereinigten Herzogtümer Jülich-Kleve-Berg (auch genannt „der Friedfertige“) durch einen Kreis von Humanisten an seinem Hof um Konrad Heresbach, der enge Beziehungen zu Erasmus von Rotterdam und Philipp Melanchthon, aber auch zu den Drosten von Wassenberg und Born unterhielt. Die 1532 verkündete Kirchenordnung gilt als Zeugnis des rheinischen „reformkatholischen Sonderwegs“, in dem pastorale und disziplinarische Ziele verfolgt, aber kontroverse theologische Frontstellungen ausgeklammert wurden. 
Aber im Gegensatz zur vermittelnden Haltung der Herzöge zwischen Katholiken und Lutheranern war ihre Toleranz gegenüber den Täufern weit weniger ausgeprägt. Auch Herzog Johann III. hatte zunächst den verdienten Wassenberger Drosten Van Palant machen lassen, fühlte sich aber wegen der immer deutlicher werdenden Haltung der Täufer gegenüber der weltlichen Obrigkeit und auch wegen der bedrohlichen Entwicklungen in Münster zum Eingreifen gezwungen. Er hatte schon lange geplant eine Kirchenvisitation zu organisieren. Sein Ziel war eine Reform, die sowohl die katholische Kirche als auch zumindest die Lutheraner zufriedenstellen und die Täufer aufhalten würde. Am 29. Oktober 1532 trafen sich zu diesem Zweck die herzoglichen Räte in Düsseldorf. Sie rieten dem Herzog, besonders streng gegen die Winkelprediger vorzugehen, aber nicht gegen die lutherischen Prediger. (Winkelpredigt wurde in der Anfangszeit der Reformation eine heimliche Predigt im Freien genannt.) In den vier Territorien (Herzogtum Jülich, Herzogtum Kleve, Herzogtum Berg und Grafschaft Mark) würde der kirchliche Zustand von Ort zu Ort eingehend untersucht. In jedem Gebiet sollten der Drost und die Mitglieder der Ritterschaft, der Schulz und die Schöffen sowie die Kirchenvorsteher aufgerufen werden, unter anderem über den örtlichen Klerus, über ihre Lehre und ihr Leben, ihre Amtsausübung und ihr Verhältnis zur kirchlichen Obrigkeit auszusagen.
Der Drost Werner von Palant protestierte gegen diese Maßnahme, weil sich seiner Meinung nach die Obrigkeit nicht in so persönliche Angelegenheiten wie die Religion einmischen dürfe.  Eine für jene Zeit unerhörte Position. Im Oktober 1532 wurde er ehrenhaft entlassen und die Prädikanten mussten das Wassenberger Land verlassen. Der Prädikant Johan Klopr(e)is gab später an, der Drost habe ihm beim Abschied „zwene Wagen gethain und dazu XX gulden gegeben“. Ein Gulden war eine teure Goldmünze. Das haben wahrscheinlich auch die anderen Prädikanten bekommen. 
Die Visitation wurde dann wie geplant durchgeführt. In den fünf zum Bistum Lüttich gehörenden „Ämtern“ des Herzogtums Jülich (Brüggen, Wassenberg, Born, Millen und Heinsberg) fanden die Vernehmungen vom 17. bis 26. Juni 1533 statt.  Bei diesen Vernehmungen stellte sich heraus, dass im Westen des Herzogtums Jülich 725 der 738 Einwohner „unkirchlich“ waren. Oder anders ausgedrückt, dass sie weder katholisch noch lutherisch waren.  Die Wassenberger Prädikanten durften gehen, wurden aber für vogelfrei erklärt. Die meisten flohen nach Münster, wo sie den Täuferaufstand maßgeblich beeinflussten. Auch viele ihrer Anhänger flohen dorthin. 

## Wieder vereint in Münster
In Münster hatte die Reformation mit voller Kraft begonnen. Der lutherische Stadtrat wollte alle Kirchen mit Ausnahme des Doms und der Klöster an evangelische Geistliche übertragen. Doch daran mangelte es und so waren die Wassenberger Prädikanten zunächst sehr willkommen. Zusammen mit dem bis dahin lutherischen Bernd Rothmann prägten sie die Entwicklung maßgeblich. Dem Abendmahl wurde nur noch ein Gedächtnischarakter zugesprochen und die Kindertaufe wurde entschieden abgelehnt. Im Auftrag von Rothmann begannen die Prädikanten eine evangelische Kirchenordnung für Münster auszuarbeiten. Aus der Verschmelzung der Lehre Melchior Hofmanns mit der der Wassenberger entstand eine neue Lehre, deren begeisterter und geschickter Interpret Bernd Rothmann wurde.  Auf Anordnung des lutherischen Stadtrates wurde am 7. und 8. August 1533 ein Streitgespräch zwischen den Wassenberger Prädikanten einerseits und den Lutheranern und Katholiken andererseits organisiert. Ein wichtiges Thema war die Taufe, unter anderem wurde die Schrift von Roll dicta de paedobaptismo diskutiert, wobei Rottmann Sprecher der Täuferfraktion war. Auch der Begriff Restitution von Campanus – die Wiederherstellung der Apostelkirche – wurde von Rottmann übernommen, was auch den starken Einfluss der Wassenberger Prädikanten auf die Entwicklung in Münster zeigt, die so verheerend ausgehen würde,  auch wenn Campanus selbst nicht zugegen war.
Am 6. November 1533 wurden die Wassenberger Prädikanten vom Stadtrat gezwungen, Münster zu verlassen,  aber Anfang 1534 waren sie wieder zurück. Die ersten Gesandten des Propheten Jan Matthys aus Haarlem trafen am 5. Januar 1534 in Münster ein. (Der Prophet Melchior Hofmann war von 1533 bis zu seinem Tod in Straßburg inhaftiert.) Diese Gesandten gaben Bernhard Rothmann und den Wassenberger Prädikanten am selben Tag die Gläubigentaufe, worauf diese ihrerseits begannen, zahlreiche Bürger zu taufen.  Im Prinzip erkannte die „wahre Gemeinde des Herrn“ nicht den sogenannten geistlichen Stand an, sondern das Priestertum eines jeden Gläubigen. Obwohl die Prädikanten in Münster, auch die aus Wassenberg, sich als Täufer betrachteten, schreckten die meisten vor dieser Konsequenz zurück.  In Münster wurde die Taufe also nur von ausgebildeten Theologen vollzogen, wie einer der „Wassenberger“, Dionysius Vinne, in seiner Vernehmung ausdrücklich erklärte.  Dies erklärt einmal mehr die zentrale Stellung der Wassenberger Prädikanten im Münster’schen Täuferreich, denn die Mehrzahl ihrer Prediger waren theologische Laien.
Am 30. Januar 1534 gestattete der Rat von Münster vollständige Religionsfreiheit.  Im selben Januar kam auch Jan van Leiden, als weiterer Gesandter von Jan Matthys nach Münster. Er zog bei Knipperdolling ein, wo wahrscheinlich auch der „Wassenberger“ Roll wohnte. Vermutlich begann hier der Konflikt, der im Februar zu einer völligen Entzweiung zwischen den beiden zuvor eng zusammenarbeitenden Prädikanten Roll und Rottmann führen sollte.  Worum es dabei ging, geht am deutlichsten aus dem hervor, was Jan van Leiden im Verhör dazu sagte: Die Abtrünnigen wären um kein Haar besser gewesen als Roll und solche Landsknechte (gemeint war das Volk des Bischofs): Es weren wol etzliche kummen und gesacht, sie kunten den kummer nit liden, begerten, zu iren frunden zu tzehen, und wolten in alles best doin nach irem vermoeghen. Aber weiss nit, wie die sein, anders dan Hinricus Rollius und sunst andere lantzknecht. 
Roll war wegen seiner Meinungsverschiedenheiten mit Jan van Leiden in Ungnade gefallen. Am 21. Februar 1534 wurde er als apostolischer Bote ausgesandt.  Die „nunmehr Münsterischen Prädikanten“, wie Rembert die Wassenberger Prädikanten während ihrer Zeit in Münster nennt, und besonders Klopris, hatten mit den alten Freunden, z. B. in „Büderich, Süchteln, Süstern, Dremmen, Wassenberg etc.“ ständig Kontakt gehalten, wie aus den Verhörprotokollen von Jacob von Ossenbruch hervor geht.  Im selben Monat Februar wie Roll wurde auch dieser Jacob von Ossenbruch ausgesandt, und zwar als Ortskundiger nach Wassenberg. Klopris hat ihm vorher eine Karte von dem Weg dorthin gezeichnet und gab ihm auch einen Brief an den abgesetzten Drost Palant mit auf den Weg. Darin beschrieb Klopris die „Ereignisse von Weltrang“ in Münster. Palant gab an, „das diese ding ihm fast wol haven gefallen“.  Jacob von Ossenbruch predigte an vielen Orten in der Umgebung von Wassenberg und Heinsberg und forderte seine Zuhörer auf, nach Münster zu gehen, ins „Neue Jerusalem“, wo nur das Heil zu finden sei. Denn an Ostern 1534 würde die ganze Welt von Gott bestraft, nur ein Zehntel der Bevölkerung würde überleben. So gelang es ihm, „40 Gerechte“ (nach Mathias Schoenen waren es 140 ) für die Fahrt nach Münster zu gewinnen. Die Reise ging von Wassenberg nach Neuss, wo sie am 28. Februar 1534 den Rhein per Schiff überquerten. Auf der anderen Seite wurden sie festgenommen. Die meisten von ihnen wurden kurz darauf hingerichtet.  Laut Nanne van der Zijpp (Global Anabaptist Mennonite Encyclopedia Online) wurden sie schon am 20. Februar 1534 festgenommen. 
Auch in Amsterdam und an vielen anderen Orten wurde im März 1534 ein Aufruf angeklebt, „zu ziehen in das neue Jerusalem, eine Stadt der Rettung der Heiligen, denn Gott will die Welt bestrafen“ und dass „niemand unter dem Drachen dieser Welt frei sein wird oder bleiben mag, oder er wird verschlungen, sei es mit körperlichem Tod oder mit geistlichem Tod; darum versäume niemand mit zu ziehen“: um te trecken na dat niewe Jerusalem, een staedt der behoudinge der hylighen, want Goodt die wil de werelt straffen und dass niemant onder den draek deser werlt vrij sal weessen of bliven mach off hij wort verslonden, het sij met lichamelicken doot ofte met geestelicken doot; daeromme niemant en versuime meede te trecken 
Ebenfalls Februar 1534 kam Jan Mathijs selbst nach Münster. Am 28. Februar begann der vertriebene Fürstbischof Franz von Waldeck mit der Belagerung der Stadt. Die noch anwesenden Wassenberger Prädikanten und Rothmann verkündeten die chiliastischen Ideen von Hoffman und Matthys. Nach Meinung vieler bedeutete dies die Abschaffung des Privateigentums, wie sie das aus der Apostelgeschichte des Lukas 2,44 herleiteten. Ihr Chiliasmus und ihr religiöser Kommunismus wurden auf diese Weise miteinander verflochten.  Die Prädikanten sollen zum Beispiel ihre Anhänger gedrängt haben, ihre Schuldscheine zu verbrennen und ihr gesamtes Geld der Gemeinde zu übergeben. Diese Entwicklung unterscheidet sich stark von der in anderen täuferischen Richtungen.
Ende Februar 1534, kurz vor Beginn der Belagerung, wurden die „Ungetauften“ aus Münster vertrieben. Nun glaubten Rothmann und die Prädikanten, die vollkommene Liebesgemeinschaft sei erreicht worden: Dan wir haben gemeinschaft der libe, wie es sich geperet und hehert und die schrift meldet, ach des cristlichen globens artickel mitpringen, und under ein ander, das wir mit Davit megen spreichen, ps. 32: sie wi fein und liplich ists, das die pruder mit ein ander wonen.  Jan van Leiden interpretierte dies als Aufruf zur Polygynie (Vielweiberei). Es ist so gut wie sicher, dass sich zunächst alle weigerten, seine Vorstellungen von der Ehe zu übernehmen.  Dieser Widerstand bröckelte, aber zugleich erhöhte sich das gegenseitige Misstrauen innerhalb der Führung des Aufstandes, zwischen Bernd Knipperdolling und Jan van Leiden, aber auch gegenüber den Wassenberger Prädikanten.

## Aussendung und Martyrium
Mitte Oktober sendete der neue Prophet Johann Dusentschuer, Goldschmied aus Warendorf, 27 Apostel und sich selbst in alle vier Himmelsrichtungen aus, beginnend mit den Städten Soest, Osnabrück, Warendorf und Coesfeld, um das Friedensreich zu verkünden. Unter diesen 28 Aposteln befanden sich alle Wassenberger Prädikanten außer Roll, der ja schon zuvor vertrieben worden war. Johann Klopris, der am 13. Oktober 1534 zusammen mit Gottfried Stralen und fünf weiteren nach Warendorf geschickt wurde, sagte während seiner Vernehmung: „Das Usschicken der Predicanten war ein wunderliches Usschicken, weil wir nur eine Stunde Zeit bekamen, bis wir schon reisen mußten.“  Der Versuch, das Gebiet um Münster zu bekehren und damit die Belagerung zu schwächen, scheiterte völlig. Keiner der ausgesandten Apostel überlebte lange. Sie erlitten fast alle 1534 oder kurz danach den Märtyrertod. Nur in Warendorf hielten die Täufer die Stadt eine Woche (14.–21. Oktober 1534), bis sie vom bischöflichen Heer besiegt wurden. Die Apostel wurden bald enthauptet, außer Johann Kloprys und Gottfried Stralen. Diese wurden als „kurkölnische“ Untertanen an das Kurfürstentum Köln ausgeliefert und am 1. Februar 1535 in Brühl vor dem bischöflichen Palast auf dem Scheiterhaufen verbrannt. Auch an den anderen Orten wurden die Apostel gleich nach ihrer Ankunft festgenommen. Von den 28 Gesandten überlebte nur Heinrich Graess, der nach seiner Festnahme in Osnabrück überlief. Campanus war nicht mit nach Münster gegangen und konnte zu Johann von Olmissen fliehen. Dieser und sein Sohn Heinrich gewährten ihm 19 Jahre Asyl im Haus Hall im Wassenberger Land. Campanus wurde 1553 aber wegen seiner Ankündigung des baldigen Weltuntergangs verhaftet, denn viele Bauern machten sich nicht mehr die Mühe, die Ernte herein zu holen. Er verbrachte 20 Jahre in einem Kerker des Herzogs Wilhelm V., bevor er etwa 1575 starb.
Im selben Monat Oktober 1534, als die Wassenberger ausgesandt wurden, veröffentlichte Rottmann seine Bearbeitung der Restitution des Campanus: Eyne Restitution odder eine Wedderstellinge rechter unnde gesunder christliker Leer, Gelovens unde Levens uth Godes Genaden durch de Gemeinte Christi tho Munster an den Dach gegevenn (Eine Restitution oder Wiederherstellung der rechten und gesunden christlichen Lehre, des Glaubens und Lebens durch Gottes Gnade, von der Gemeinde Christi in Münster herausgegeben). Campanus wird darin mit keinem Wort erwähnt. 
Im Dezember 1534 veröffentlichte Rothmann ein Büchlein über die Rache: „Eyn gantz troestlick Bericht van der Wrake vnde Straffe des babilonischen Gruwels, an alle waren Israeliten vnd Bundtgenoten Christi, hir vnde dar vorstroyet, durch die Gemeinte Christi tho Munster“. Es sollte das meistgelesene „boexken“ des Münsterschen Täuferreichs werden. Darin wurden alle Kinder Gottes aufgerufen, am Kampf und am kommenden Glück teilzuhaben. Jan van Leiden sorgte sofort für eine sehr weite Verbreitung dieses Racheschreis.  Vielleicht hatte keine der in dieser Periode in Münster erschienenen Schriften eine solche Verbreitung und Wirkung wie dieses Buchlein über die Rache.  Am 24. Juni 1535 fiel die Stadt nach mehr als einem Jahr Belagerung und Hunger wieder in die Hände des Fürstbischofs.

## Entwicklung nach Münster
Nach der Niederschlagung des Aufstandes begann überall dort, wo die Täufer eine bedeutende Anhängerschaft hatten, eine blutige Verfolgung, auch im Herzogtum Jülich. Bis Mitte 1536 verrichtete der Scharfrichter in den verschiedenen Territorien des Herzogtums monatelang sein blutiges Werk.  Trotz des nur sehr langsamen Abklingens der Verfolgungen der Täuferischen gab es in ganz Nordwestdeutschland weiterhin viele von ihnen.  Auch in der Gegend um Wassenberg gab es sie noch lange. Aufgrund der besonderen Stellung der „Ämter“ und Herrschaften und der humanen Einstellung vieler regionaler Adliger war es möglich, dass die Täufer, insbesondere die friedliebenden Mennoniten, im Herzogtum Jülich lange Zeit überleben konnten, während besonders in den östlichen Nachbarländern längst jede Spur verschwunden war.  Laut dem niederländischen Historiker und Diplomaten Lieuwe van Aitzema, der vom Historiker Robert Jacob Fruin zitiert wird, waren die meisten Fischer in Visserweert noch 1628 Mennoniten. Sie waren teilweise ehemalige Heringsfischer, die wegen der Dünkirchener Freibeuter ihren Beruf in der Nordsee nicht mehr ausüben konnten, weil sie als Mennoniten Pazifisten waren, die Waffen auf ihren Büsen nicht duldeten.  Diese Gemeinde wurde von Menno Simons besucht und möglicherweise sogar gegründet.  Es ist kein Zufall, dass sie sich genau dort niedergelassen haben. Vermutlich lebten 1575 noch 18 Täuferfamilien im Amt Born. 

## Die wichtigsten Personen

### Die Wassenberger Prädikanten
Unter dem Sammelbegriff Wassenberger Prädikanten werden folgende Namen genannt:   
- Heinrich Roll oder Rollius (* um 1500 in Grave an der Maas, † erste Septemberhälfte 1534 in Maastricht), ehemaliges Mitglied des Karmelitenordens. Kam 1528 nach Wassenberg. Von seinen Zeitgenossen wurde er auch Heinrich van Wassenberg genannt, nach dem Ort seiner ersten reformatorischen Tätigkeit im Maasland. Er wurde auch Heinrich der Holländer oder Henrick Vandergrave (oder A Gravia) genannt, nach seinem Geburtsort Grave. [69] Er wird manchmal mit Heinrich van Hilversum verwechselt. In Münster geriet er in Konflikt mit Jan van Leyden. Wurde auf dem Vrijthof in Maastricht neben der Servatiusbasilika auf dem Scheiterhaufen verbrannt.
- Johann Campanus oder Jan van Kempen (* ca. 1500 in Maaseik, † ca. 1575). Er kam 1521 zum ersten Mal nah Wassenberg und sollte oft zurückkommen. In den Jahren 1529 und 1530 geriet er in Konflikt mit Luther und war deshalb einige Zeit in Wittenberg inhaftiert. Campanus wurde insbesondere als Anti-Trinitarier bekannt. Er wirkte 1531 wieder nahe Wassenberg bei Heinrich von Olmissen, wurde dort aber 1553 verhaftet und starb nach zwanzigjähriger Gefangenschaft (in Kleve?) Obwohl er nicht nach Münster ging, zählt er zu den Wassenberger Prädikanten, weil er im Wassenberger Land tätig war und vor allem wegen seines großen theologischen Einflusses auf die anderen Wassenberger Prädikanten.
- Johann Klopreis oder Kloppreis (* um 1500 in Vest Recklinghausen, † Februar 1535 in Brühl). Nach seiner Befreiung aus dem Gefängnis des Erzbischofs und Kurfürsten von Köln 1528 oder 1529 kam er nach Wassenberg. Er wurde 1534 aus Münster als „Apostel“ nach Warendorf ausgesandt und gleichzeitig mit Gottfried Stralen auf dem Scheiterhaufen in Brühl vor der Residenz des Erzbischofs verbrannt.
- Gottfried Stralen oder Gottfried Nyenhoven (* um 1500 in Geldern, † Februar 1535 in Brühl) auf dem Scheiterhaufen hingerichtet. Er studierte an der neuen protestantischen Universität von Marburg und kam 1528 nach Wassenberg, ebenso wie Roll und Kloprys. In Münster war er Prediger an der Überwasserkirche. Im Oktober 1533 war er einer der Verfasser der Bekentnisse van beyden Sacramenten. Mit Kloprys wurde er 1534 als Apostel nach Warendorf gesandt und mit ihm am 1. Februar 1535 in Brühl auf dem Scheiterhaufen verbrannt. [70]
- Dionysius Vinnius oder Vinne (* ca. 1500 in Diest, Brabant, † Herbst 1534 in Osnabrück), Freund des Campanus, mit dem er am 19. Dezember 1528 in Wittenberg als Student eingeschrieben wurde. War vorher katholischer Pfarrer in Aldeneik bei Maaseik, obwohl er damals schon zur Reformation übergetreten war. Flucht vor der Verfolgung im Hochstift Lüttich, zu dem die Grafschaft Loon, also auch Maaseik, gehörte, nach Wassenberg. [71] Predigte in Susteren und Höngen, zusammen mit Slachtscaep. Mit Stralen wurde er nach dem 17. September 1532 Prediger an der Überwasserkirche in Münster. Als Apostel nach Osnabrück geschickt, wo er auf dem Scheiterhaufen verbrannt wurde. [72]
- Heinrich Slachtscaep (* 1470 in Tongern, † Herbst 1534 in Soest) (Westfalen) enthauptet. Auch er war zuvor Priester gewesen. Er stammte aus Tongern (Hochstift Lüttich), weshalb er auch Heinrich von Tongern genannt wurde. [73] Zusammen mit Vinne kam er nach Höngen (Selfkant), wo der Pfarrer, wie das so oft vorkam, woanders wohnte. Er predigte auch in den benachbarten Örten Susteren, Breberen, Wassenberg und Hückelhoven, aber auch in Odenkirchen und Maastricht,[74] Er war der letzte „Wassenberger“, der nach Münster ging. Am 8. Oktober 1534 wurden Slachtscaep und sieben andere Prediger nach Soest ausgesandt. Am 23. Oktober 1534 wurden sie vor einem der Stadttore enthauptet. [75]
- Hermann Staprade (* um 1500 in Moers, † unbekannt). In Moers war er höchstwahrscheinlich Priester. Schüler von Rollius, aber es ist nichts bekannt über Kontakte vor Münster. Ab 1533 stand er in der St. Lambertikirche in Münster, an deren Kirchturm bis zum heutigen Tag die eisernen Körbe hängen, in denen nach dem Ende des Aufstandes die Leichen von drei Führern zur Schau gestellt worden sind. Er war der Erste, der dort die Kindertaufe ablehnte. Er scheint mit einem Aufruhr gedroht zu haben, falls die Kindertaufe weiterhin ausgeführt werden sollte, was er später abgestritten hat [76] und musste wahrscheinlich deshalb mit Roll, Klopreis, Vinne und Stralen gegen sicheres Geleit die Stadt eine Zeit lang verlassen. Dies zeigt, wie sehr er in Münster in die Gruppe der Wassenberger integriert war. Rothmann konnte aber bleiben. [77] Am 5. Januar 1534 war auch Staprade wieder in Münster und war einer derjenigen, die von den Abgesandten des Haarlemer Propheten Jan Matthys getauft wurden. Über sein späteres Schicksal ist wenig bekannt. [78]
- Gys (Gisbert) von Breberen, besser bekannt als Gielis van Rothem oder Ratheim, heute Hückelhoven genannt (* in Breberen, † 10. Juli 1557 in Antwerpen enthauptet). Ehemaliger Kaplan in Höngen, wo er zusammen mit dem Küster Jan Stevens zur Reformation überging. Seit Ende 1531 war er Hausgeistlicher in Ratheim beim oben genannten Heinrich von Olmissen, auch Mülstroe genannt. Er heiratete Gertruidt Valkenborch, eine Nonne aus dem Kloster Nieuwenhof in Maastricht. [79] Wurde am 28. Februar 1534 zusammen mit 140 anderen auf dem Weg nach Münster gefangen genommen, rettete aber sein Leben, indem er um Begnadigung bat. Er wurde 1557 enthauptet und nicht verbrannt, weil er sagte, seinen alten Glauben wieder aufgenommen zu haben.
- Jan Stevens (* Saeffelen) ehemaliger Küster an der Katholischen Kirche in Höngen. Sein Chef dort war der hiervor erwähnte Kaplan Gys van Breberen. Wahrscheinlich wurde er von Dionysius Vinne für die Reformation gewonnen. [80] Er war der einzige unter den Wassenberger Prädikanten ohne akademisches Theologiestudium und somit Laienprediger. Im „zweiherrigen“ Maastricht wurde er am 23. August 1533. Er saß dort ein Jahr lang im Gefangenentor, weil es politisches Gerangel über die Zuständigkeit gab zwischen dem Lütticher Fürstbischof und dem Herzog von Brabant. Stevens konnte am 10. August 1534 mit Hilfe einer eingeschmuggelten Säge entkommen. [81] Über sein weiteres Leben wissen wir kaum etwas [82]

Der Historiker Heribert Heinrichs spricht von einer langen Reihe theologischer Rebellen und nennt außer den oben stehenden Namen, von denen er Campanus, Klopreis, Schlachtscaep, Vinne und Roll den „harten Kern“ nennt, auch folgende Personen: Heinrich van Roermond, Nicolaas van Weert, Hendrik van Herkenbosch, Jakob van Weert, Hermes Aich, Johannes van Echt, Jacob und Petrus van Ossenbroich/Ossenbruch, Peter van Dremmen, Piet van Swalmen, Johannes van Heerlen „und viele andere“. 

### Beschützer und Verbündete
- Werner IV. von Palant oder Palant (* um 1480, † vor dem 1. März 1557), bis 1532 Drost des Jülicher Amtes Wassenberg. Als solcher war er der wichtigste Beschützer der Wassenberger Prädikanten.
- Willem van Rennenberg, vollständiger: Wilhelm II. Graf von Rennenberg zu Zuylen (* um 1470, † 18. Juli 1545 in Zuylen), seit 1506 Drost des Amtes Born, das an Wassenberg grenzte, und auch Amtmann von Kempen. Er war ein Cousin des Kölner Erzbischofs. Die Mutter seiner ersten Frau Katharina war die Tochter von Alveradis von Palant. Er war wahrscheinlich reformiert, aber er schützte auch die Täufer in seinem Gebiet. Wie sein Amtskollege in Wassenberg wurde er vor der Kirchenvisitation von 1533 als Drost von Born abgesetzt. [84]
- Johann von Olmissen und sein Sohn Heinrich auf Haus Hall in Ratheim bei Hückelhoven gewährten Ende 1531 dem ehemaligen Höngener Kaplan Gys von Rothem (Ratheim) Asyl [85] sowie für fast 10 Jahre Johannes Campanus nach der Niederschlagung des Aufstands in Münster. [86] Die Familie wurde auch Mülstroe genannt.
- Wilhelm von Vlodorff, in dem niederländischen Quellen Willem van Vlodrop, Pfandherr von Grevenbicht blieb im Amt, anders als Palant und Rennenberg, und so wurde Grevenbicht ein Ort der Zuflucht, vor allem nach dem Fall von Münster, [87], während sonst überall die noch heftigeren Verfolgungen des Täufertums ausbrachen, die 40 Jahre andauern würden. [88]
- Adolf Clarenbach, * um 1497 bei Lüttringhausen, † 28. September 1529 in Köln auf dem Scheiterhaufen verbrannt, war lutherischer Geistlicher. Als sein Freund (und damals noch Lutheraner) Johan Kloprys vor einem kirchlichen Gericht in Köln erscheinen musste, begleitete er ihn. Dort wurden Kloprys und Clarenbach selbst am 3. April 1528 gefangen genommen. Kloprys gelang die Flucht, doch Clarenbach zusammen mit einem Glaubensgenossen, dem „Ketzer“ Peter Fliesteden, nach anderthalb Jahren Gefangenschaft hingerichtet. Er hatte für das Täufertum keine Sympathie.
- Gerhard Westerburg (* um 1490 in Köln, † 1558 in Dykhausen bei Neustadtgödens) beteiligte sich am Frankfurter Zunftaufstand am 17. April 1525. Er war wahrscheinlich Mitautor der 46 Artikel, eine Zusammenfassung ihrer Auffassungen über die Reformation, sowie von bürgerrechtlichen und sozialpolitischen Forderungen. Wurde in Münster von Heinrich Roll getauft. Konnte sich der im Sommer 1534 einsetzenden Verhaftungswelle entziehen.
- Johann Dusentschuer, (* um 1500 in Warendorf, † 23. Oktober 1534 in Soest) Goldschmied und Laienprediger. [89]  [90]. In Münster galt er als Prophet und sandte als solcher die 28 „Apostel“ aus, zu denen alle anwesenden Wassenberger Prädikanten und auch er selbst gehörten. Nach dieser Aussendung wurde er in Soest verhaftet und am 23. Oktober 1534 mit seinen Gefährten enthauptet. [91]
- Heinrich Graess, ehemaliger Schulmeister aus Borken, überlebte als einziger der 28 „Apostel“ aus Münster, weil er nach seiner Verhaftung in Osnabrück überlief und im Gefängnis den „Bischöflichen“ militärische Geheimnisse verriet. [92] Siehe auch Schloss und Benediktinerabtei Iburg, Täufer im Bergfried

## Gemeinsame Schrift
- Bekenntnisse von beyden Sacramenten, Doepe vnde Nachtmaele, der Praedicanten tho Munster. 1533 (von Bernd Rothmann, mitsigniert von Roll, Klopreis, Vinne, Staprade und Stralen)